# Ahmed Mubarak al-Saadi
Ahmed Mubarak al-Saadi (né le 28 décembre 1988) est un athlète omanais, spécialiste du 400 m.

## Carrière
Le 13 avril 2017, il porte son record personnel à 45 s 89 à Djeddah.

## Palmarès
| Date | Compétition         | Lieu        | Résultat | Épreuve | Temps   |
| ---- | ------------------- | ----------- | -------- | ------- | ------- |
| 2017 | Championnats d'Asie | Bhubaneswar | 3e       | 400 m   | 46 s 39 |

## Records
| Épreuve | Épreuve   | Performance | Lieu   | Date           |
| ------- | --------- | ----------- | ------ | -------------- |
| 400 m   | Plein air | 45 s 89     | Jeddah | 13 avril 2017  |
| 400 m   | En salle  | 48 s 72     | Doha   | 7 janvier 2014 |